# Moravcsik Géza
Moravcsik Géza (Bér, 1855. július 28.  – Budapest, Terézváros, 1929. szeptember 21.) zenepedagógus, a Zeneakadémia titkára.

## Élete
Moravcsik Mihály evangélikus esperes és Esztergelyi Emmi fia, Moravcsik Ernő Emil (1858–1924) bátyja. Tanulmányait Aszódon kezdte, Szarvason folytatta és Budapesten végezte. A budapesti egyetem magyar-esztétika szakán szerzett diplomát. Mint okleveles tanárt 1876-ban Réthi László ellenében a szarvasi főgimnáziumhoz a magyar irodalom rendes tanárának megválasztotta az evangélikus esperesség. 1879-ben nagyobb tanulmányutat tett Német- és Franciaországban. Szarvason mint a Vajda-körnek elnöke és mint a magánosok által fenntartott polgári leányiskolának igazgatója befolyással volt a város művelődésére. 1892-ben a székesfehérvári állami főreáliskola rendes tanárává nevezteték ki, így szarvasi állásától megvált. 1893-tól a budapesti VI. kerületi főreáliskola tanáraként működött. 1899-ben lett a Zeneakadémia titkára, kisebb megszakítással 1925-ig töltötte be a pozíciót. 1900 és 1918 között a Zeneakadémia poétika és pedagógia tanára volt.
A zenetudományi írásai mellett számos elbeszélést, költeményt is írt. Írói álnevei Béri Géza és Béri Kelemen voltak.

## Művei
- Obernyik Károly tanulmány (Bp. 1889)
- Voltaire Zaire-ja, tanulmány (Bp. 1894)
- Balzac Honoré Elbeszéléseiből, Francziából fordítva (Bp. 1895)
- Szemelvények Arany János Toldi szerelme cz. époszából, rendezte és bevezetéssel ellátta
- Buda halála. Hun rege. írta Arany János, rendezte és bevezetéssel ellátta
- Pedagógiai jegyzetek (Bp. 1904)
- Az Országos Magyar Királyi Zeneakadémia története 1875-1907  (Bp. 1907)
- A magyar történeti dalmű (Bp. 1908)
- Shakespeare és a zene (Bp. 1910)
- Költészettan (Bp. 1913)

## Külső hivatkozások
- Zeneakadémia.hu[halott link]
- Székely Dávid: Magyar írók álnevei